# كراتيفة يريناكوشية
كراتيفة يريناكوشية (الاسم العلمي:Crateva yarinacochaensis) هي نوع من النباتات تتبع جنس الكراتيفة من الفصيلة القبارية.